# Gare de Châtellerault
Gare de Châtellerault – stacja kolejowa w Châtellerault, w departamencie Vienne, w regionie Nowa Akwitania, we Francji.
Jest stacją Société nationale des chemins de fer français (SNCF), obsługiwaną przez pociągi TGV, Intercités oraz TER Centre i TER Poitou-Charentes.